# Alloclubionoides lunatus
Alloclubionoides lunatus là một loài nhện trong họ Amaurobiidae.
Loài này thuộc chi Alloclubionoides. Alloclubionoides lunatus được Kap Yong Paik miêu tả năm 1976.